# Puig Cubell
Puig Cubell är ett berg i Spanien.   Det ligger i provinsen Província de Girona och regionen Katalonien, i den östra delen av landet, 500 km öster om huvudstaden Madrid. Toppen på Puig Cubell är 1 485 meter över havet, eller 181 meter över den omgivande terrängen. Bredden vid basen är 1,1 km.
Terrängen runt Puig Cubell är huvudsakligen lite bergig.Runt Puig Cubell är det glesbefolkat, med 15 invånare per kvadratkilometer. Närmaste större samhälle är Vilaseca, 11,5 km sydväst om Puig Cubell. I omgivningarna runt Puig Cubell växer i huvudsak blandskog.